# Sad al-Mustain
Pour les articles homonymes, voir Al-Mustain.
Abû Nasr al-Musta`în Sa`d ben `Alî ben Yûsuf surnommé Al-Musta`în (qui est soutenu (par Dieu)) et nommé Ciriza ou Mulay Zad dans les chroniques castillanes, est le vingtième émir nasride de Grenade. Il est le petit-fils de Yûsuf II et il succède à Mohammed XI El Chiquito en 1455. En 1462, Abû al-Hajjâj Yûsuf V reprend le pouvoir pour quelques mois. Abû al-Hasan `Alî (El Viejo) lui succède en 1464. Sa`d al-Musta`în décède en 1465.

## Biographie
Fin 1453 ou début 1454, Mohammed XI el Chiquito, succède à Mohammed IX al-'Aysar (El Zurdo) qui l'avait désigné comme son successeur dès 1451. Les Abencérages lui opposent leur candidat Sa`d al-Musta`în. Dans cette situation, le royaume de Grenade ne peut se maintenir que grâce à la prolongation des guerres nobiliaires en Castille.
En Castille, Alvaro de Luna, favori de Jean II, perd la confiance du roi qui le fait exécuter le 2 juin 1453 à Valladolid. Le roi Jean II meurt le 22 juillet 1454. Henri IV lui succède. Il poursuit et amplifie la politique de harcèlement sur la frontière du royaume de Grenade. Il continue à attiser les divisions internes à la dynastie nasride. 
Au printemps 1455, le royaume de Grenade est partagé en trois :
- Muhammad El Chiquito règne sur Grenade, Malaga, Guadix et Almeria ;
- Sa`d al-Musta`în réside à Archidona et la garnison africaine de Ronda est à ses ordres ;
- Les châteaux d'Illora et de Moclín et l'importante position stratégique de Gibraltar suivent des fidèles à Mohammed al-'Aysar[4] ;

### Premier règne (1455 - 1462)
Sa`d al-Musta`în, soutenu par les Abencérages et par la Castille, prend le pouvoir à Grenade. Lorsque Muhammad El Chiquito veut le lui reprendre, il est fait prisonnier. Lui et ses fils sont exécutés dans l'Alhambra.
En 1455, Henri IV de Castille, assiège Álora, sans arriver à la prendre. 
En 1456, les adversaires du roi Henri IV de Castille reprennent Estepona, Jimena de la Frontera et Benalmádena qu'ils abandonnent peu après. Les habitants de Benalmádena se sont abrités à Mijas, ils reviennent ensuite pour reconstruire la ville.
La trêve avec la Castille se termine en 1461. La Castille prend Fuente de Piedra. Le gouverneur de Jaén, Don Miguel Lucas d'Iranzo, fait deux entrées dans le royaume de Grenade. Ces audacieuses percées font grand bruit chez les grenadins. 
Le 11 avril 1462, le prince héritier de Grenade, Abû al-Hasan `Alî, a vaincu Luis Pernia, gouverneur d'Osuna, et de Rodrigo Ponce de Leon, fils du comte d'Arcos au cours d'une bataille à El Madroño.
Le 28 juillet 1462, Don Pedro Girón, grand maître de l'Ordre de Calatrava, conquiert Archidona.
Le 16 août le Duc de Medina Sidonia, Don Juan de Guzmán et le comte d'Arcos prennent Gibraltar grâce à l'aide d'un musulman converti au christianisme.
À Grenade, Sa`d al-Musta`în cherche à s'excuser de ces menaces castillanes en expliquant que la faute en revient aux Abencérages qui dirigent en réalité le royaume. Il les accuse de dépenser les impôts et de ne pas payer le tribut dû à la Castille. 
Sa`d al-Musta`în essaie de se libérer de la tutelle Abencérages qui l'ont pourtant porté au pouvoir et pour se protéger de la fureur populaire, il fait enfermer quelques-uns des Abencérages. Il fait assassiner deux des membres les plus puissants de la famille.

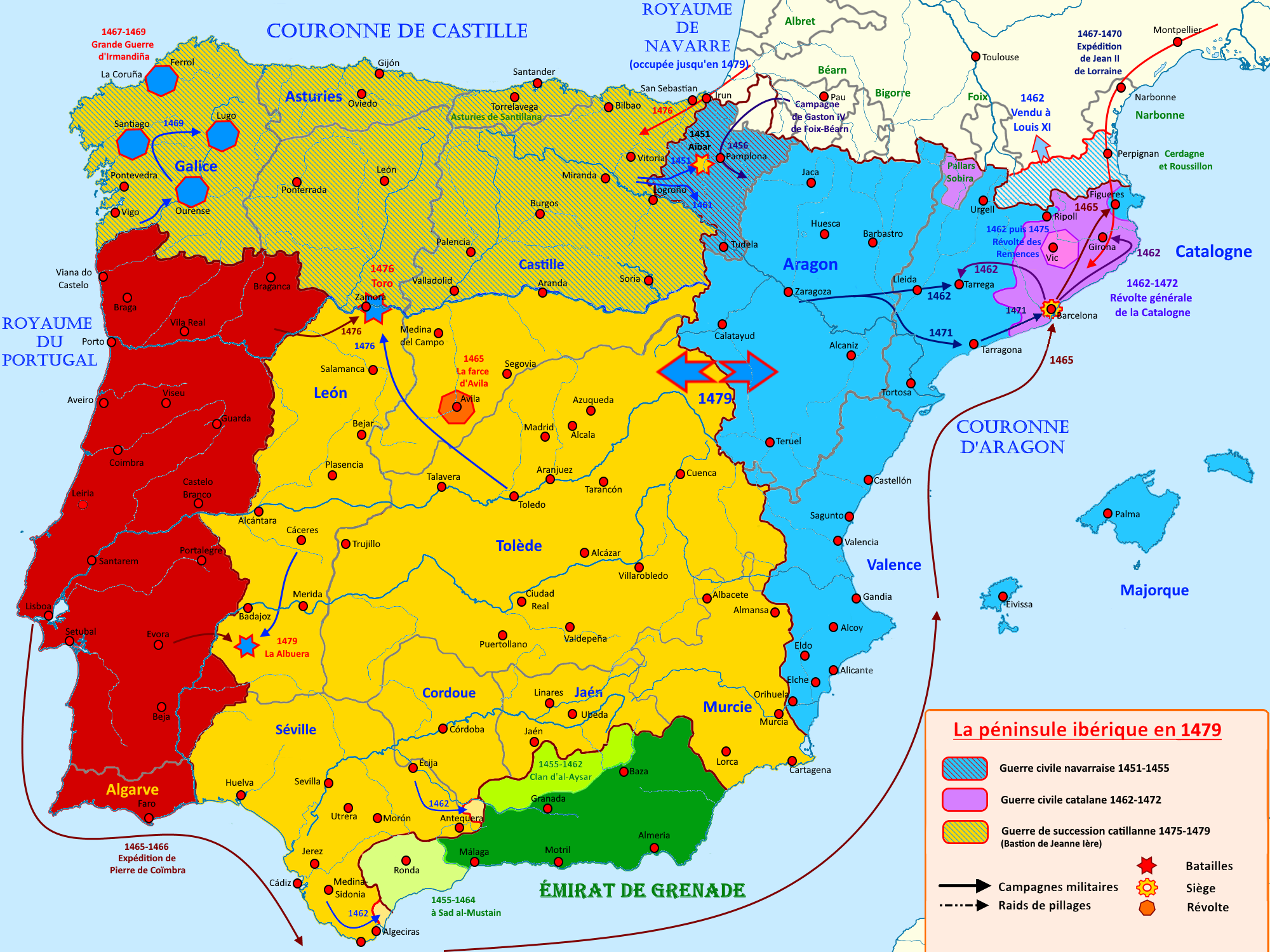
L'émirat de Grenade de 1450 à 1479

### Interrègne (1462)
Les autres s'enfuient à Malaga et lèvent la rébellion contre Sa`d al-Musta`în. En octobre 1462, Sa`d al-Musta`în se réfugie à Almérie. Les légitimistes cherchent à remettre sur le trône Mohammed XI El Chiquito. Il tombe dans un piège monté par le fils de Sa`d al-Musta`în, Abû al-Hasan `Alî. Mohammed XI El Chiquito et ses fils sont exécutés dans l'Alhambra. Finalement Abû al-Hajjâj Yûsuf arrive à Grenade en compagnie des Abencérages et avec le soutien de la Castille.
Abû al-Hajjâj Yûsuf meurt en 1463, et Sa`d al-Musta`în récupère le pouvoir.

### Second règne (1462 - 1464)
En août 1464, Sa`d al-Musta`în est renversé par son fils Abû al-Hasan `Alî, allié des Abencérages.
Ce qui reste d'al-Ándalus est emprisonné « entre un océan impétueux et un ennemi avec des armements terribles. L'un et l'autre oppriment ses habitants jour et nuit »